# 斯特羅耶什蒂鄉 (蘇恰瓦縣)
47°37′N 26°08′E / 47.617°N 26.133°E
斯特羅耶什蒂鄉（羅馬尼亞語：Comuna Stroiești, Suceava），是羅馬尼亞的鄉份，位於該國東北部，由蘇恰瓦縣負責管轄，面積37平方公里，海拔高度347米，2002年人口3,441，人口密度每平方公里93人。